# FVN
Feven Geles bedre kendt under kunstnernavnet FVN er en dansk-eritreansk rapper fra Amager. FVN debuterede i 2019 og udgav i 2020 ep'en Twenty Sexy Playlist. I 2020 blev to af hendes singler nomineret til Ugens Bobler på P3, og med hittet "Work" indtog hun en fast plads i top 3 på P3 Listen fem uger i streg hen over efteråret. I 2021 blev hun nomineret til GAFFA-Prisen Årets nye danske navn.

## Baggrund
Feven Geles kommer fra Amager, men har eritreanske rødder. Hun har en bachelor i engelsk. Geles står bag YouTube-kanalen Feven Geles, som har over 10.000 abonnenter, hvor hun taler om eritreisk musik og hårkultur.

## Diskografi

### Singler
- "Sunkissed / Mad ting" (2019)
- "Work" (2020)
- "Like Boom" (2020)
- "Cadillac" (2020)
- "Shit" (2021)

### EP
- "Twenty Sexy Playlist" (2020)